# Jens Haaning
Jens Haaning, né en 1965 à Copenhague (Danemark), est un artiste danois conceptuel qui vit et travaille à Copenhague.

## Biographie
Jens Hannning entame sa carrière d'artiste au début des années 1990. Il s'intéresse aux mutations de la société occidentale contemporaine : vie en société, migrations et déplacements, nationalismes, consommation.
Une de ses interventions les plus célèbres est Turkish Jokes (1994), une installation dans l'espace public à Oslo, où des haut-parleurs diffusaient des histoires drôles enregistrées en langue turque dans un parc. Au moment de la chute des histoires drôles, les personnes turcophones, nombreuses à cet endroit, riaient de bon cœur, provoquant une totale incompréhension chez les personnes ne parlant pas la langue.
En 2021, Jens Haaning envoie au musée Kunsten d'art moderne de la ville d'Aalborg au Danemark deux toiles blanches intitulées « Prends l'argent et tire-toi » au lieu du collage de billets de banque qui lui avait été commandé. Le musée lui avait prêté 534 000 couronnes (environ 70 000 €) d'argent liquide afin qu'il reproduise deux de ses anciennes œuvres, représentant le salaire moyen annuel au Danemark et en Autriche. Jens Haaning avait prévenu au moment de la commande qu'il ne suivrait pas exactement le cahier des charges du musée et créerait une nouvelle œuvre d'art. Finalement, il avait choisi d'illustrer ses conditions de travail, misérables selon lui, estimant que le musée ne le rémunérait pas assez. Le musée expose les deux tableaux vides pendant son exposition Work it out sur le travail moderne, proposant ainsi une réflexion sur la valorisation du travail des artistes, mais lui demande aussi de restituer l'argent. Il refuse, affirmant que ces deux toiles ne sont des œuvres d'art que s'il ne rend pas l'argent. L'affaire part en justice. Au tribunal, il explique, mais sans parvenir à convaincre : « Mon travail consiste à avoir pris leur argent. Ce n'est pas du vol. C'est une rupture de contrat, et la rupture de contrat fait partie du travail ». En septembre 2023, il est condamné par la justice à rembourser le musée,,.
Le Figaro commente cette affaire en indiquant que Jens Haaning est connu pour ses méthodes parfois brutales, qui visent à mettre en lumière la violence et les relations de pouvoir inhérentes à notre société. Le journal signale également que Jens Haaning aime se produire dans les espaces institutionnels et les lieux publics. Notamment, en 1996 aux Pays-Bas, son œuvre Middelburg Summer consistait à relocaliser temporairement une usine et ses travailleurs immigrés dans un espace d'exposition.

## Filmographie partielle
-->